# Georges de Pimodan
Georges de la Vallée de Rarecourt marchese de Pimodan (Échenay, 29 gennaio 1822 – Castelfidardo, 18 settembre 1860) è stato un generale francese a servizio dell'Impero austriaco e dello Stato Pontificio.

## Biografia
Nato da Camille de Pimodan e da Claire Fauveau de Frénilly, compie i suoi studi al collegio dei gesuiti di Friburgo.
Viene ammesso a Saint-Cyr dove però, nel 1840, rifiuta di servire Luigi Filippo di Francia, decidendo, nel 1847, di entrare nella Cavalleria leggera austriaca, dove diverrà sotto-tenente.
A Verona, dove viene inviato, viene nominato capitano e aiutante di campo del generale Josef Radetzky. Sotto gli ordini del generale Jelačić, poi, combatte la rivolta ungherese di Kossuth.
Fatto prigioniero a Petrovaradin, viene condannato a morte. Il 23 agosto 1849, però, con la disfatta dell'armata ungherese di Artúr Görgei riesce a salvarsi. Viene nominato colonnello, ma lascia l'esercito per rientrare in Francia e sposarsi con Emma de Couronnel, figlia di un gentiluomo di Carlo X.
Nell'aprile del 1860 entra nell'Esercito Pontificio per difendere lo Stato Pontificio.
Raggiunge i gradi di capo-maggiore e il 3 agosto diventa generale. Partecipa alla battaglia di Castelfidardo, dove muore eroicamente gridando agonizzante ai suoi soldati Dio è con noi.
A tal proposito, Antonio Bresciani descrive la morte del de Pimodan nel suo romanzo Olderico, ovvero lo zuavo pontificio: "In quali storie trovate voi un condottiero che innalzi il suo magnanimo petto a tanta altezza? Noi leggiamo di molti che, feriti nel combattimento, gridavano a chi li circondava -vendicatemi- ma in quest'atroce lotta dell'empietà contro la religione, dell'ingiustizia contro il diritto, della fellonia contro la lealtà, della bestemmia contro Dio, il duce Cristiano non ha altra parola a dire, che -Dio è con noi!- e, vinca o perda, egli è sicuro della vittoria, e viva o muoia, egli è sicuro del suo trionfo."
Fu sepolto nella chiesa di San Luigi dei Francesi, a Roma, come lui un tempo aveva confessato di desiderare, nel caso di una sua possibile morte. Il funerale fu celebrato la mattina del 3 ottobre nella basilica di Santa Maria in Trastevere e il pomeriggio fu sepolto nella chiesa di San Luigi dei Francesi. Così Roncalli descrive la funzione: "Il trasporto fu veramente dignitoso, commovente e straordinario. La bara era portata a vicenda da cannonieri e zuavi. Vi prese parte lo Stato Maggiore pontificio e francese, molta truppa di linea, cavalleria e due concerti musicali. Sulla coltre vi era il cappello, le spalline, la spada e la ghirlanda di alloro donata dal generale piemontese per onorare la memoria di tanto prode soldato. Il tutto procedette nella massima tranquillità ed ordine. Seguivano il feretro varie centinaja di devoti alla causa della S. Sede."
Papa Pio IX fece iscrivere in suo onore sul frontone della Chiesa:
VIRO NOBILISSIMO
DUCI FORTISSIMO
QUEM PRO SEDE APOSTOLICA
MAGNAE ANIMAE PRODIGUM
CATHOLICUS ORBIS LUGET
PIUS IX, PONT. MAX.
SUO ET ROMANAE ECCLESIAE NOMINE
SOLEMNE FUNUS
TANTAE VIRTUTI ET PIETATI DEBITUM
MOERENS PERSOLVIT»
Capo veramente coraggioso, che,
Prodigo della sua grande anima
Morì per la Santa Sede apostolica
Pianto da tutto l'universo cattolico.
Il sovrano pontefice Pio IX
A suo nome e a nome della Chiesa romana
Ha reso tra le lacrime gli onori funebri
Dovuti a tanto coraggio e devozione»
Sulla tomba, invece, sono iscritte le seguenti parole:
O.ET.DIVINI.ET.HUMANI.IURIS.VINDEX
TE.QVIBVS.ALIQVIS.RESIDET
IVSTI.ET.HONESTI.PVDOR
SCELESTO.OCCISVM.DEFLENT.LATROCINIO
TE.QVIDQVID.EST.HOMINVM.GENEROSIORVM
TE.QVI.CATHOLICVM.NON.MENTIVNTVR.NOMEN
MARTYREM.MARTYREM
PRAEDICANT»
vendicatore del diritto divino e umano,
coloro a cui resta qualche
sentimento di giustizia e di onestà
ti piangono, vittima di un infame brigantaggio
gli uomini più generosi ti acclamano eroe
coloro che non mentono al loro nome di cattolico
ti proclamano martire»
Pio IX, inoltre, concederà ai discendenti di de Pimodan il titolo di duchi.

## Scritti
- Memorie della guerra d'Italia sotto il maresciallo Radetzky, Modena Tipografia Camerale, 1851.
- Della guerra d'Ungheria sotto il principe di Windischgraetz ed il bano Jellachich: memorie, Presso Marsigli e Rocchi, 1851.

## Onorificenze
Era, inoltre, ciambellano onorario dell'imperatore Francesco Giuseppe I d'Austria e cavaliere dell'Ordine ducale di Parma.